# Дугодлаки паук-мајмун
Дугодлаки паук-мајмун (лат. Ateles belzebuth) је врста примата (Primates) из породице пауколиких мајмуна (Atelidae).

## Распрострањење
Ареал врсте покрива средњи број држава. 
Врста има станиште у Еквадору, Бразилу, Венецуели, Колумбији и Перуу.

## Станиште
Станишта врсте су шуме, брдовити предели и речни екосистеми.

## Угроженост
Ова врста се сматра угроженом.